# トッド・ブラウニング
トッド・ブラウニング（Tod Browning, 1880年7月12日 - 1962年10月6日）はアメリカ合衆国の映画監督・俳優である。
サイレント映画、トーキー映画の時代の映画人で、1931年の『魔人ドラキュラ』、1932年のカルト映画『フリークス』の監督として知られ、同時期に活躍したジェームズ・ホエールと共に「ホラー映画の巨匠」の異名を持つ。サイレント映画ではロン・チェイニーとの仕事が多く、広範囲のジャンルの映画を手がけた。

## 生涯

### 出生
ケンタッキー州ルイビルにて父チャールズ・アルバートと母リディアのブラウニング夫妻の次男として生まれる。叔父のピート・ブラウニングは有名な野球選手で、野球用品メーカー「ルイビルスラッガー」のブランド名は彼の渾名が由来である。
幼少期は裏庭でアマチュア演劇を行っていた。サーカスに魅了され、16歳で裕福な家を飛び出す。名をトッドと変え、サーカスと共に過ごし、各地を回った。彼は「生ける埋葬」と謳われた出し物を行う『ボルネオの野人』の客引きや、リングリング・ブラザーズ・サーカスのピエロをしていた。後にこれらの経験を映画に生かしている。
ヴォードヴィルでは俳優、手品師、ダンサーなどの職業を経験する。当時の人気漫画『The Mutt and Jeff』や『The Lizard and the Coon』の劇に出演したり、コメディアンのチャールズ・マレー（Charles Murray）と組んで『The Wheel of Mirth』なる劇に黒人役で出演したりした。

### 映画人としての始まり
ニューヨークの演芸場の責任者をしていた頃、D・W・グリフィスと出会う。グリフィスとバイオグラフ社の元で、マレーと共にニッケルオデオン（ニッケル硬貨である5セントで入場できる、当時大流行していた小ぶりな映画館）で上映するコメディに出演した。
1913年、グリフィスはバイオグラフを辞め、カリフォルニアへ引っ越す。ブラウニングはその後もグリフィスの映画に出演し続けた。大作『イントレランス』にて助監督を務める。この頃、グリフィスの会社で監督業も始め、11本の短編映画を監督する。同時に1913年から1919年の間に、およそ50本の映画に俳優として出演もしている。
1915年、交通事故を起こす。飲酒運転でトラックと衝突してしまい、同乗者の映画俳優エルマー・ブースは即死、ジョージ・シグマンとブラウニング自身は重傷を負った。ブラウニングは前歯を失い、内臓を損傷、右足を粉砕骨折した。回復するまでの間、幾本かのシノプシスは書いていたが、1917年まで映画業界に復帰しなかった。

### サイレント時代
主要な監督デビュー作は1917年の『Jim Bludso』。乗客を火から救うため犠牲になるリバーボートのキャプテンを描いた。同年、ニューヨークに戻り、メトロ・ピクチャーズ社で『Peggy』『The Will o' the Wisp and The Jury of Fate』を監督する。主演はメイベル・タリアフェロー。後者ではメイベルに二人の人物を演じさせ、当時の新技術である二重露出で画面上に同時に登場させている。
1918年カリフォルニアへ戻るが、メトロ社でもう二本、『The Eyes of Mystery』『Revenge』をプロデュース。同年春、メトロ社からユニバーサル映画の子会社ブルーバード社に移籍し、映画プロデューサーのアーヴィング・G・タルバーグと出会う。後にアカデミー賞を受賞した『グランド・ホテル』も手がけた人物である。彼は後の名優ロン・チェイニーとブラウニングを引き合わせた。彼らの初の映画は1919年の『飾りなき女』で、スラム街の貧乏な娘とチェイニー演じる泥棒とのメロドラマであった。彼らの関係は良好で、その後10年で10本の映画を製作することになる。
この頃、父親が死んだのをきっかけにブラウニングは酒に溺れていった。ユニバーサル社を解雇され、妻にも逃げられた。
アルコール中毒からの回復後、妻とよりを戻し、メトロ・ゴールドウィン・メイヤー社と新たに契約する。監督した『我れ死すとも』は彼の復帰の手がかりとなった。
タルバーグは再びチェイニーと組ませて、1925年の『三人』を監督させる。腹話術師に扮したチェイニーが、スリの彼女にそそのかされ、小人と巨人と組んで盗賊団を結成する。サーカスを舞台にした犯罪と悲哀の作品である。サーカスでの経験がアンチヒーローへの共感として現れているとされる。この映画は大成功をおさめ、1930年にはチェイニー唯一のトーキー映画としてリメイクもされている。
2人は他にも『黒い鳥』『マンダレイへの道』などを成功させた。1927年の『知られぬ人』では腕の無いナイフ投げ芸人をチェイニーが、ジョーン・クロフォードが露出の高いカーニバルの美人を演じた。当初『腕無しアロンゾ』と題されたこの脚本は、奇形の芸人、美人、怪力男の三角関係など、後の『フリークス』の萌芽が見られる。
1927年にはブラウニング初の吸血鬼映画『London After Midnight』が公開された。チェイニー、コンラッド・ナイジェル、マーシャリーン・デイが主役だが、1965年のMGMのスタジオ火事でフィルムが傷つき、長らく「失われた映画」とされていた。2002年にターナー・クラシック・ムービーズのリック・シュミドリンが修復を手がけている。
1930年、チェイニーが人気絶頂で急逝したため、彼らの最後の作品は1929年の『獣人タイガ』となるが、これも不完全な状態でしか残っていない。
トーキー最初の作品は1929年公開の『The Thirteenth Chair』。設備のない映画館ではサイレント映画としても上映された。主演はベラ・ルゴシだった。

### トーキー時代
1931年、ブラウニングはユニバーサルに雇われ『魔人ドラキュラ』を監督する。本来チェイニーが演じるはずだったが、彼の急逝により、ブラウニングは、ヨーロッパの無名の俳優をあて、私生活を見せないことで不吉さを煽ろうと構想する。だがスタジオに拒まれ、ルゴシの起用と、より直接的なアプローチを求められることになった。今でこそ古典の名作との評価を得たが、当時ユニバーサル社は本作を好まず、同じセットを用いて夜に撮影したスペイン語版を好んだという。
ボクシング選手のメロドラマ『鉄青年』（1931年）監督後、ついに『フリークス』に取り掛かる。『三人』の脚本家の短編を元に構想された。サーカスにて裕福な小人と金に飢えた曲芸師と怪力男の3人を軸に殺人計画を描き、最後は小人と仲間の奇形芸人達により復讐が成し遂げられるものである。
サーカスで奇形の芸人達と親しんでいたブラウニングにとっては、彼らをそのままスクリーンに映し出すことは至極当然のことであった（ちなみにこれ以前にも『三人』では小人が赤ん坊に変装するなどの描写を扱っている）。ストーリーも健常人の方を精神的な悪と描いたものであり、外見よりもその中身を重視するという寓話的意味合いもあった。だが当時の情勢や良識は、「美女が復讐され奇形に変えられる」というショッキングな映像を激しく非難した。あまりに不穏とされたシーンを多く削ったものの、論争の的となり、商業的失敗作となってしまった。
これにより映画人としてのキャリアは事実上終わってしまう。この後、彼が希望する企画はことごとく没となった。1933年に『街の伊達男』の監督をするが、当時落ち目だったジョン・ギルバートを主演として起用させられた。
その後『London After Midnight』のリメイクの許可が出た。構想段階での原題は『Vampires of Prague』だったが、1935年に『Mark of the Vampire』（邦題『古城の妖鬼』）として公開された。チェイニーの演じた役はライオネル・バリモアとベラ・ルゴシ（ドラキュラのイメージが強すぎてパロディのような役しか回ってこなかった）の二人に振り分けられた。
翌年、彼自身が書いた『The Witch of Timbuctoo』なるスクリプトを元にした『悪魔の人形』を監督。バリモアが主演で、孤島の刑務所からの逃亡者を演じる。「生ける人形」を用いて彼を収監させた者たちに復讐する筋立てである。「生ける人形」は魔法で縮めて操る人間たちという怪奇作品である。
最後の監督映画は『奇跡売ります』（1939年）。クレイトン・ロースンの『帽子から飛び出した死』（1938年）を原作とするミステリーであり、日本版DVDが『帽子から飛び出した死』の題名で発売された。

### 引退
その後、MGM社でいくつか脚本に携わるが、1942年に引退し、マリブへ移住する。
1944年に妻が死んでからは、隠遁者のような暮らしをするようになる。タブロイドの『Variety』紙は死亡記事を誤って出したほどである。隣人すら滅多に顔を見なかったという。
1950年代後期に咽頭癌を患い、舌の手術をした。
1959年兄弟のエイブリーが死去。個室から葬儀に参加し、家族にも会うことはなかった。
1962年10月6日、友人宅の洗面所で亡くなっているところを発見された。

## 主な監督作品
- 法の外 Outside the Law (1920)
- 闇に潜む男 Man Under Cover (1922)
- 三人 The Unholy Three (1925)
- マンダレイへの道 The Road to Mandalay (1926)
- 知られぬ人 The Unknown (1927)
- London After Midnight (1927)
- 見世物 THE SHOW (1927)
- ザンジバルの西 West of Zanzibar (1928)
- 獣人タイガ Where East Is East (1929)
- 魔人ドラキュラ Dracula (1931)
- フリークス Freaks (1932)　＊初公開時のタイトルは『怪物團』
- 街の伊達男 FAST WORKERS (1933)
- 古城の妖鬼 Mark of the Vampire (1935)
- 悪魔の人形 The Devil-Doll (1936)
- 帽子から飛び出した死 MIRACLES FOR SALE (1939)

## 関連書籍
『「フリークス」を撮った男―トッド・ブラウニング伝』デイヴィッド・J・スカル, エリアス・サヴァダ 著、水声社、1999年　ISBN 978-4891764043